# Осенсбрюк
Осенсбрюк (швед. Åsensbruk) — населённый пункт в 15 километрах севернее Меллеруда, лен Вестра-Гёталанд. Почтовое отделение открылось 1 апреля 1928 года. Есть футбольная команда «Håfreströms IF», играющая в 4 дивизионе.
Долгое время в поселке располагалась бумажная фабрика, которая была в 2009 году закрыта из-за нерентабельности. Здание было перепрофилировано под бизнес-парк, одним из крупнейших арендаторов которого является Bink AB — компания издательской группы Bonnier.